# Удушающая сладость, заиндевелый пепел
«Удушающая сладость, заиндевелый пепел» (кит. 香蜜沉沉烬如霜) — китайский телесериал 2018 года, основанный на романе Дянь Сянь «Heavy Sweetness, Ash-like Frost». В главных ролях снимаются Ян Цзы и Дэн Лунь. Премьера сериала состоялась 2 августа 2018 года на телеканале Jiangsu TV.
По состоянию на январь 2019 года сериал набрал более 15 миллиардов просмотров.

## Сюжет
Богиня Цветов Цзыфэнь умирает после рождения дочери Цзиньми. Она напророчила, что её дочь перенесет великое любовное испытание в течение первых десяти тысяч лет своей жизни. Поэтому перед смертью она дает Цзиньми волшебную гранулу, которая препятствует возникновению чувств и лишает её возможности испытывать любовь. Цзиньми растет в Царстве Цветов в качестве бессмертного создания низшего ранга. Её мирная жизнь потревожена, когда она встречает Бога Огня Сюйфэна, живущее в Небесном Царстве. Уговорив его взять её с собой в Небесное Царство, Цзиньми встречает там сводного брата Сюйфэна, Бога Ночи Рунью. Она также встречает принцессу Суйхэ, которая является близкой союзницей матери Сюйфэна, Святой Императрицы, и поэтому считает, что однажды выйдет замуж за Сюйфэна. И Сюйфэн, и Рунью проявляют интерес к Цзиньми, но из-за волшебной гранулы Цзиньми невольно оказывается вовлеченной в любовный треугольник между двумя братьями, которые становятся соперниками из-за своих чувств к Цзиньми и махинаций Святой Императрицы. Цзиньми также узнает о своей истинной природе, а именно о том, что она—дитя покойной Богини Цветов и нынешнего Бога Воды.
В конце концов Рунью обманывает Цзиньми, заставляя её думать, что её отец умер от рук Сюйфэна, после чего она убивает последнего и, как следствие, откашливает волшебную гранулу. Позже Сюйфэн возрождается в Царстве Демонов. Вскоре, уже в звании нового Короля Демонов, он объявляет войну Рунью, который тем временем взошел на трон как Небесный Император и планирует сделать Цзиньми Святой Императрицей. Суйхэ, которая отправилась в Царство Демонов с Сюйфэном, обманом заставляет Сюйфэна согласиться жениться на ней, чтобы она могла стать Королевой Демонов, но в итоге терпит поражение, когда Сюйфэн узнает правду о своем возрождении. Наступает финальная битва, в которой происходит смертельный поединок между Рунью и Сюйфэном. Цзиньми, желая остановить гибель ни в чём не повинных людей, в конечном итоге жертвует собой, чтобы положить конец войне и вернуть мир во всем мире.
После этого Сюйфэн без устали путешествует по шести мирам в поисках останков души Цзиньми. В течение трех лет его поиски безуспешны, пока он не обнаруживает, что Цзиньми на самом деле был слезинкой в его глазу. Понимая, что Цзиньми однажды перевоплотится, Сюйфэн решает дождаться её.
Проходит пятьсот лет. Цзиньми возрождается вместе со своим отцом в Царстве Смертных. В день её свадьбы Сюйфэн прибывает к ней в виде феникса и воссоединяется с Цзиньми, которая сохранила свои воспоминания. Они убегают вместе.
Семь лет спустя Люин работает над тем, чтобы принести новую эпоху процветания в Царство Демонов. Суйхэ, обезумевшая из-за своего поражения, бродит по окраинам Царства Демонов. Однажды она, думая, что проход в камне—это трон Святой Императрицы, натыкается на ту же пещеру, в которую она однажды бросила сыновей старого Короля Демонов, когда они её оскорбили. В результате её заживо съедает один из оставшихся в живых сыновей. Похоже, он съел и своего брата.
В Небесном Царстве Рунью в одиночку правит как Небесный Император. Он отмечает это в разговоре со своей верной служанкой Куанглу. Она возобновляет клятву всегда быть рядом с ним. В Царстве Смертных Цзиньми и Сюйфэн живут беззаботной жизнью, и у них рождается сын. Он знает историю своих родителей и с гордостью рассказывает её.

## Актёрский состав

### Главные роли
- Ян Цзы[7] как Цзиньми (锦 觅)
  - Виноградный дух, чья истинная сущность—фея шестилепестковых морозных цветов. Дочь Богини Цветов и Бога Воды. Она наивна и альтруистична, но не понимает истинного значения любви из-за волшебной гранулы, которую ей дали при рождении. Позже она становится Богиней Воды после смерти своего отца.
- Дэн Лунь[8] как Сюйфэн (旭 凤)
  - Второй принц Небесного Царства; Божество Огня и Бог Войны. Его истинная форма—феникс. Он становится Королем Демонов после своего перерождения в Царстве Демонов.
- Луо Юньси[9] как Рунью (润玉)
  - Старший принц Небесного Царства; Ночное Божество. Мягкий и спокойный человек, он никогда не действует, если не уверен в результате. Позже он захватывает трон после смерти своей биологической матери. Его истинная форма—дракон.
- Ван Ифэй[10] как Suihe (穗禾)
  - Принцесса Птичьего Племени; гордая и высокомерная, она несет огромную ответственность за сохранение власти в Птичьем Племени. Близкая союзница Святой Императрицы, она совершает множество жестоких поступков, пытаясь получить власть и выйти замуж за Сюйфэна. Её истинная форма—павлин.
- Чэнь Юци[11] как Люин (鎏 英)
  - Принцесса Демонов. Веселая и откровенная девушка и героический воин. Состоит в трагических романтических отношениях со своим телохранителем Муци.
- Цзоу Тинвэй[12] как Циюань (奇 鸢), Муци (暮 辭)
  - Наемник с двойной личностью. Он был вынужден совершать злые дела для Небесной Императрицы, пока был в её власти, однако остался добрым в душе. Состоит в трагических романтических отношениях с Люин.

## Производство
Съемки сериала начались в июне 2017 года и закончились в октябре 2017 года.

## Саундтрек
| №  | Название                                             | Текст песни | Музыка      | Singers                                                              | Длительность |
| -- | ---------------------------------------------------- | ----------- | ----------- | -------------------------------------------------------------------- | ------------ |
| 1. | «Unsullied (不染)» (Opening theme song)              | Hai Lei     | Jason Hong  | Mao Buyi (version 1) Sa Dingding (version 2) Jian Hongyi (version 3) | 5:25         |
| 2. | «Upwards to the Moon (左手指月)» (Ending theme song) | Yu Hong     | Sa Dingding | Sa Dingding                                                          | 3:50         |
| 3. | «Unparalleled in the World (天地无霜)»               | Yu Hong     | Sa Dingding | Yang Zi & Deng Lun (duet version) Deng Lun (solo version)            | 3:36         |
| 4. | «Love Frost (情霜)»                                  | Yu Hong     | Sa Dingding | Yang Zi                                                              | 4:22         |

## Отзывы
Сериал имел коммерческий успех, заняв первое место по рейтингам аудитории в своем временном интервале и набрав более десяти миллиардов просмотров. Он также получил положительные отзывы, набрав 7,7 балла на платформе Douban. Сериал хвалили за беззаботный, но основательный сюжет, высокое качество производства, красивую кинематографию и изысканные костюмы, а также грамотно построенный сюжет и отличную игру актёров.